# كابروني كا.111
كابروني كا.111 (بالإنجليزية: Caproni Ca.111)‏ هي طائرةٌ إيطاليَّة، صنعتها شركة كابروني للطائرات، وكان أول تحليقٍ لها في فبراير 1932.